# Oxyrhynchus
Oxyrhynchus (/ɒksɪˈrɪŋkəs/; tiếng Hy Lạp: Ὀξύρργυχος Oxýrrhynkhos; "mũi bén"; tiếng Ai Cập Cổ Pr-Medjed; tiếng Coptic Pemdje; tiếng Ả rập Ai Cập hiện đại el-Bahnasa) là một thành phố ở Trung Ai Cập, nằm cách khoảng 160 km về phía Tây Nam của Cairo.

## Khai quật khảo cổ
Vào năm 1896, hai thành viên của Đại học Nữ hoàng, thuộc Viện đại học Oxford là Bernard Pyne Grenfell và Arthur Surridge Hunt đã tiến hành khai quật tại đây. Theo ấn tượng ban đầu của họ thì nơi này chỉ là những đống rác, nhưng hai người đã sớm nhận ra giá trị của những gì họ tìm được. Sự kết hợp độc đáo giữa hoàn cảnh và khí hậu đã khiến cho Oxyrhynchus là nơi có một không hai để lưu giữ những văn bản của thế giới cổ đại. Nơi này còn nhiều hiện vật đến nỗi, theo tường thuật của Grenfell, chỉ cần phủi một lớp đất bằng giày thôi là đã có thể thấy một lớp hiện vật lộ ra.
Các thủ bản được tìm thấy trong quá trình khai quật tại đây được gọi chung là Oxyrhynchus Papyri. Kể từ năm 1898, các học giả đã đối chiếu và phiên âm hơn 5.000 tài liệu từ hàng trăm hộp chứa các mảng giấy cói có kích thước bằng những bông ngô lớn. Con số này được cho là chỉ chiếm 1-2% số lượng văn bản giấy cói được ước tính ít nhất là nửa triệu vẫn còn đang được bảo tồn, phiên âm, giải mã và lập danh mục. Tại thời điểm viết bài, quyển mới nhất được xuất bản là Quyển LXXXV, phát hành vào tháng 12 năm 2020.

## Hình ảnh

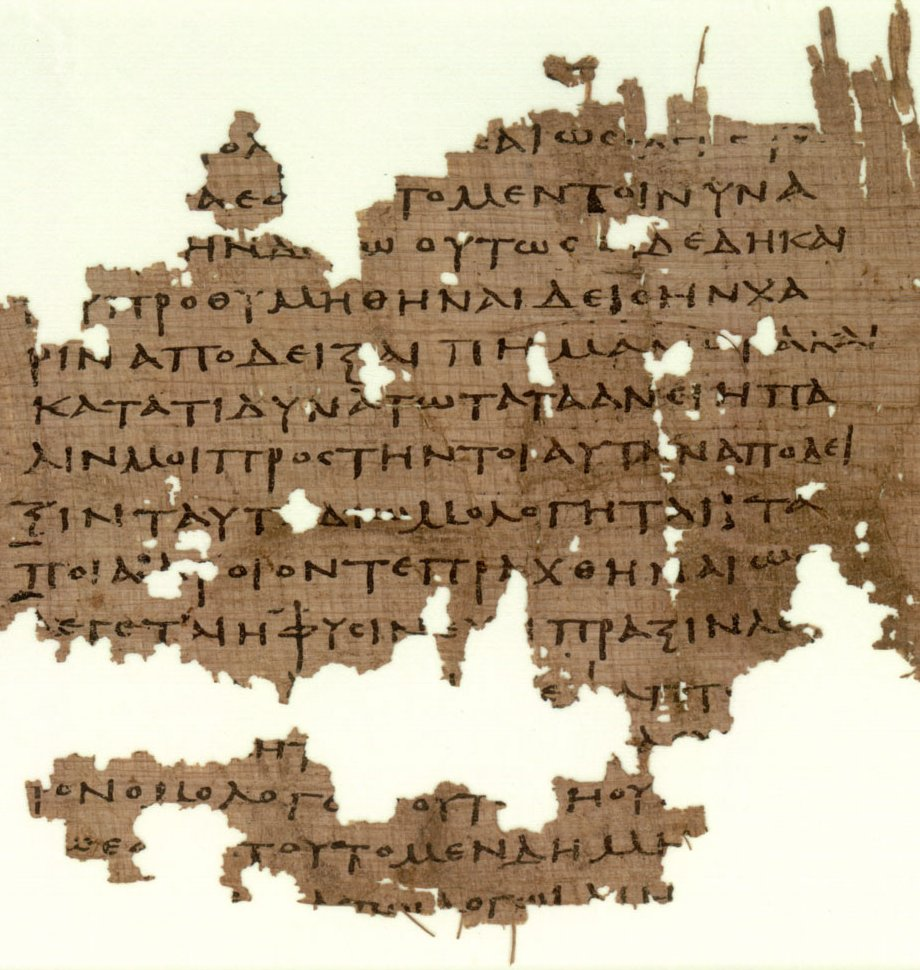
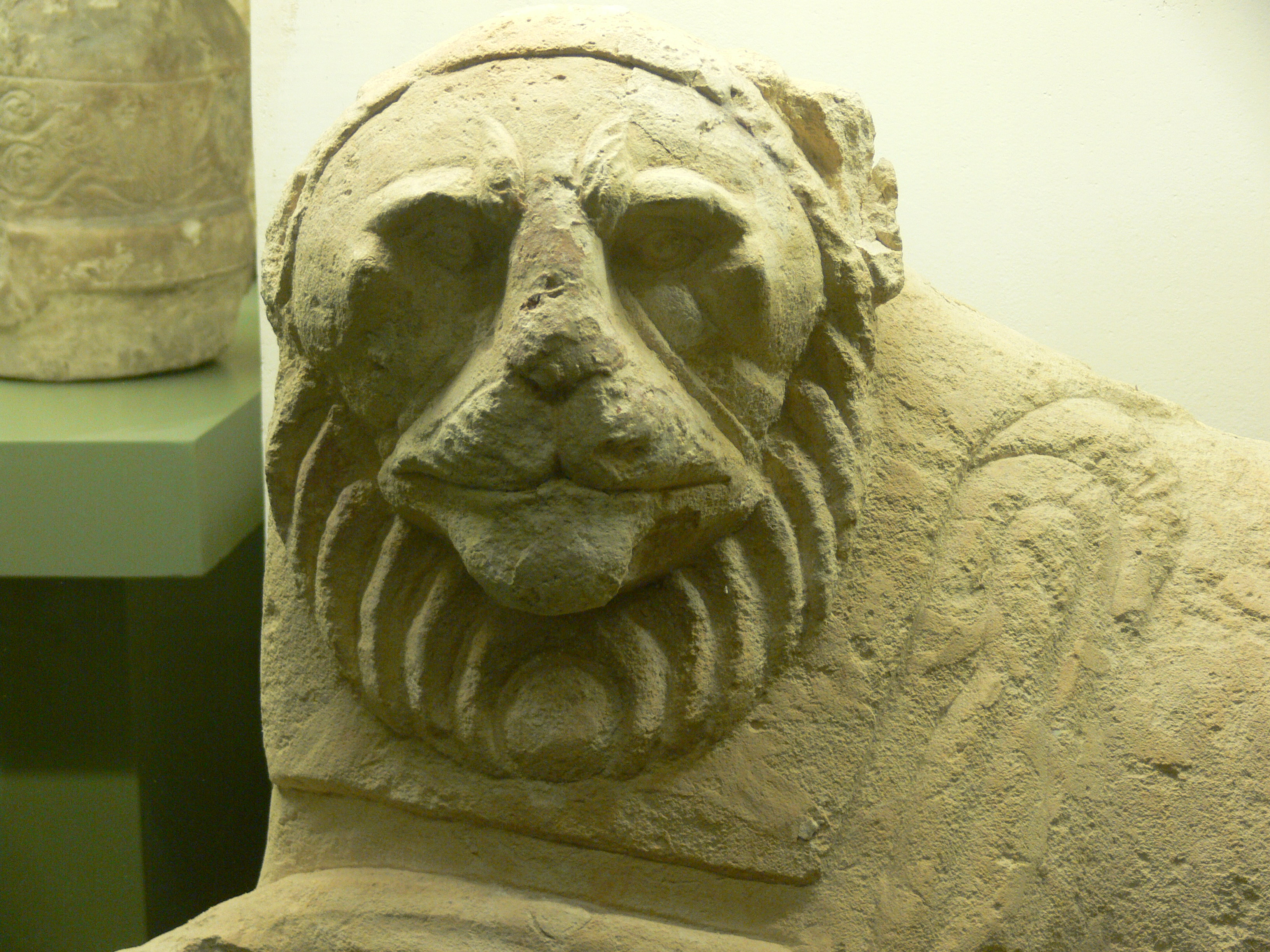
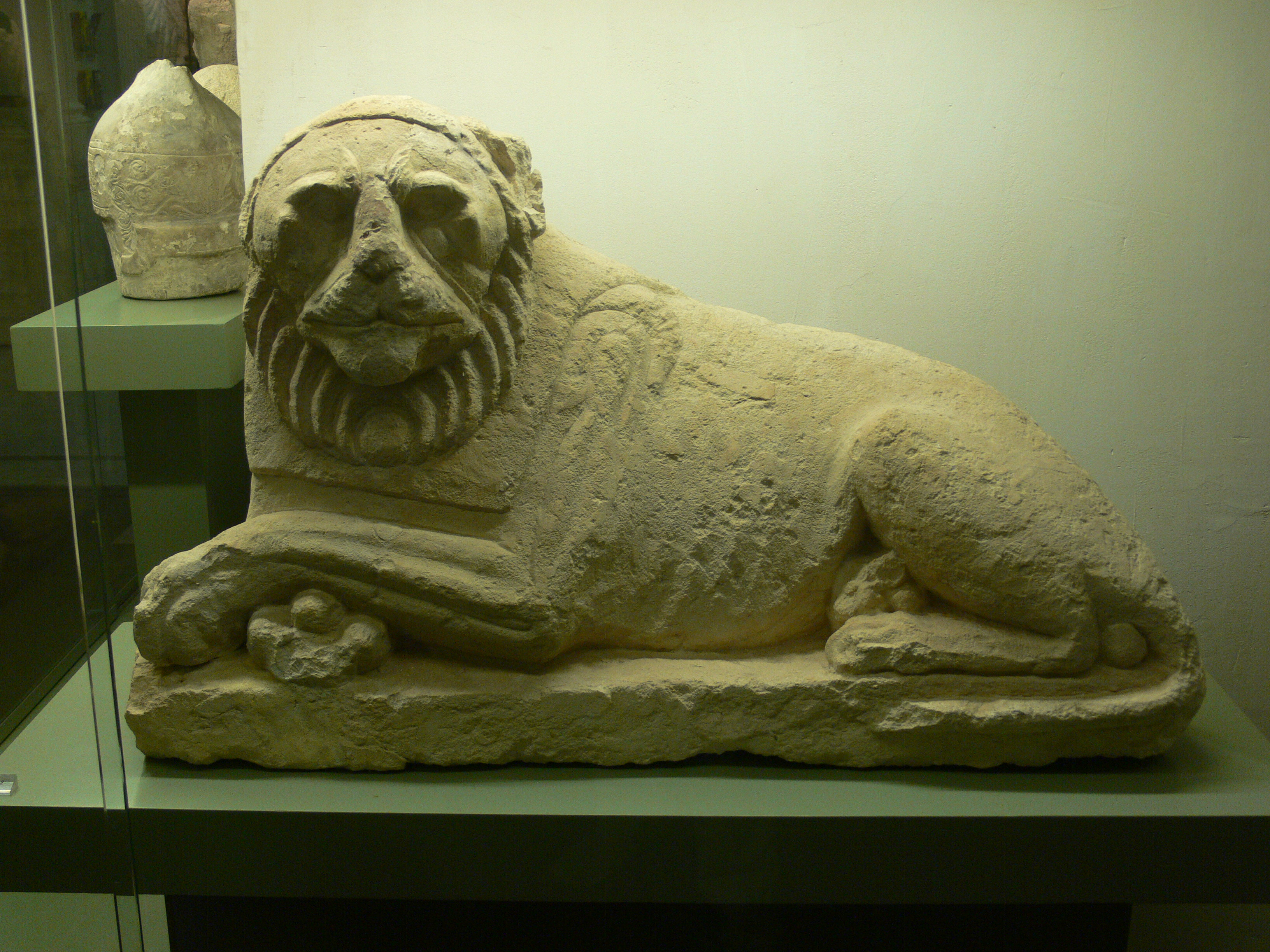
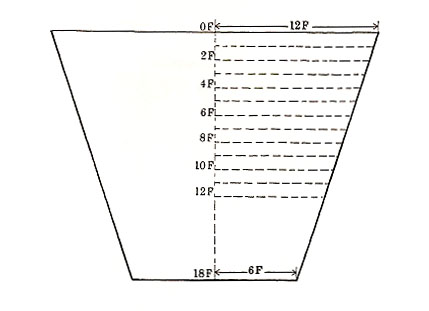
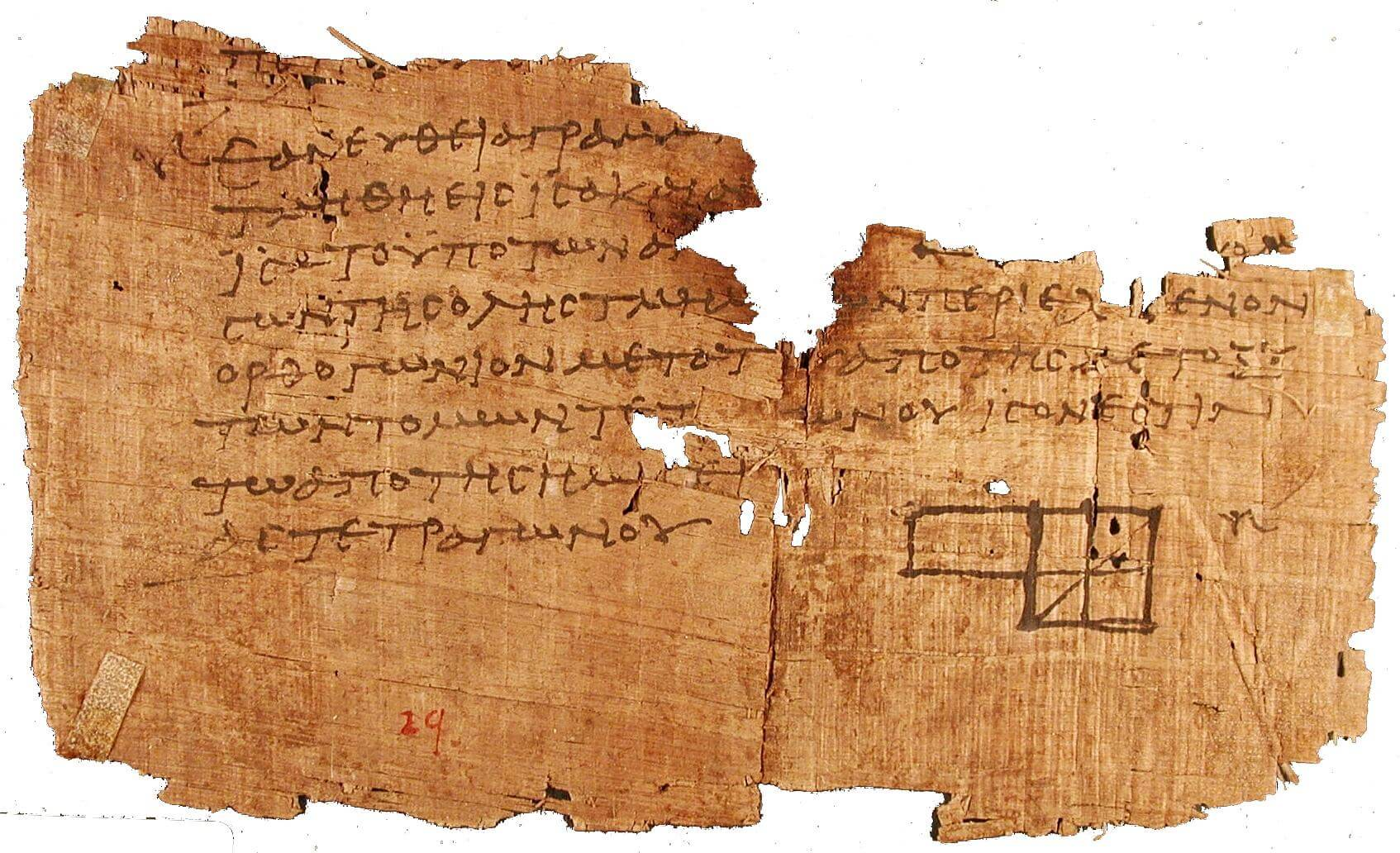